# 현덕초등학교 광덕분교
현덕초등학교 광덕분교는 대한민국 경기도 평택시에 있는 공립 초등학교이다.

## 학교 연혁
- 1955년 4월 1일 : 개교

## 참고 자료
- 현덕초등학교광덕분교장 - 한국교육학술정보원 학교알리미